# رایکو پاکل
رایکو پاکل (استونیایی: Raiko Pachel؛ زادهٔ ۲ ژوئن ۱۹۷۴) شناگر اهل استونی بود. وی در بازی‌های المپیک تابستانی ۲۰۰۰ شرکت کرده است.